# Giorgi Iluridze
Giorgi Iluridze (Tbilisi, 20. veljače 1992.), je gruzijski nogometaš i bivši gruzijski nogometni reprezentativac u mlađim kategorijama. Trenutno je slobodan igrač. 

## Karijera
Giorgi Ilurizde je produkt škole Dinamo Tbilisi. Godine 2010. dolazi u Anži Mahačkala, gdje debitira 6. svibnja 2010. godine u porazu 3:0 protiv Spartaka Moskve. Godine 2012. se vraća u Gruziju gdje potpisuje za Dilu Gori. Ostaje do kolovoza 2013. godine kada potpisuje za splitski Hajduk. Napustio je Hajduk u travnju 2014. godine.
Statistika u Hajduku
| Natjecanje        | Nastupi | Zgoditci |
| ----------------- | ------- | -------- |
| Prvenstvo         | 13      | 1        |
| Kup               | 2       | 0        |
| Superkup          | 0       | 0        |
| Međunarodne       | 0       | 0        |
| Splitski podsavez | 0       | 0        |
| Ukupno            | 15      | 1        |
| Prijateljske      | 5       | 1        |
| Sveukupno         | 20      | 2        |

## Vanjske poveznice
- Giorgi Iluridze na transfermarkt.com
- Giorgi Iluridze na soccerway.com